# Anthurium moonenii
Anthurium moonenii är en kallaväxtart som beskrevs av Thomas Bernard Croat och Eduardo G. Gonçalves. Anthurium moonenii ingår i släktet Anthurium och familjen kallaväxter. Inga underarter finns listade.